# Книги и Кофе

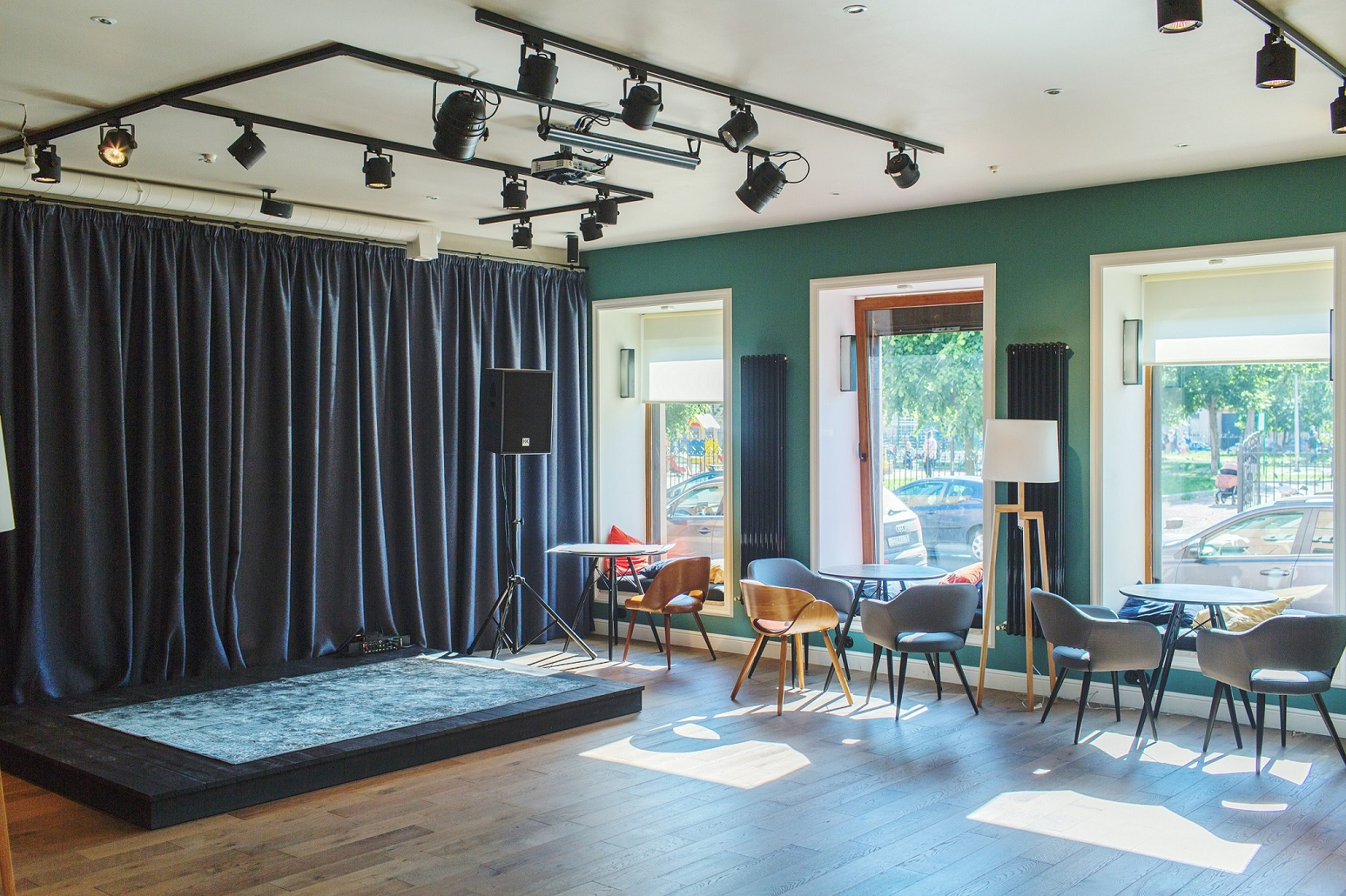
Гостиная кафе «Книги и Кофе», Гагаринская ул. д. 20, Санкт-Петербург

Арт-клуб «Книги и Кофе» — кофейня, гастрономическое заведение, книжный магазин и пространство для мероприятий в центре Санкт-Петербурга, основанный в 2008 году писателем Александром Житинским, расположенный по адресу ул. Гагаринская, 20, ранее располагался в Центре современной литературы и книги. С 2017 года — находится под управление основателя сети книжных магазинов «Буквоед» Дениса Котова.
Арт-кафе находится в центре так называемого Соляного городка — на Гагаринской улице, рядом с Летним садом, Академией имени Штиглица, Институтом сценических искусств, Театром на Моховой, Музеем Блокады и Европейским Университетом.
Заведение работает в режиме кафе с полноценной кухней и домашней выпечкой, представляет собой независимый книжный магазин и арт-площадку, на которой проводятся различные культурные мероприятия — концерты, выставки, социальные проекты, детские мастер-классы и спектакли, образовательные тренинги вариативной тематики.

## История
Арт-кафе «Книги и Кофе» было открыто при Центре современной литературы и книги петербургским писателем Александром Николаевичем Житинским. Арт-кафе стало преемником одноимённого литературного кафе, которое после нескольких переездов было закрыто. Официальным днем рождения проекта считается 1 марта 2008 года.
В апреле 2012 года арт-кафе покинуло помещение на набережной Макарова. Спустя полгода оно было возрождено по новому адресу: ул. Гагаринская, 20 — сохранив концепцию и все основные принципы.

## Концепция
Концепция арт-кафе основывается на следующих принципах:
- совмещение функций кафе, книжного магазина и культурного центра,
- пропагандируемая политика здорового образа жизни: кухня ориентирована на приготовление вкусных и одновременно полезных блюд
- постоянное расширение спектра проводимых в клубе культурные мероприятия: в программе имеются литературные вечера, театральные постановки, научные ток-шоу, концерты, кинопоказы, выставки (фотографии и живописи), презентации книг и встречи с писателями, перформансы. По замыслу создателей насыщенности культурной жизни способствует наличие двух залов — на 50 и 15 мест, в каждом из которых одновременно могут проводиться совершенно различные мероприятия.

## Круг поэтов, писателей и музыкантов
В арт-клубе «Книги и Кофе» выступали: Светлана Крючкова, Константин Арбенин, Женя Любич, Андрей Курпатов, Гузель Яхина, Роман Герасимов, Бронислав Виногродский, Олег Каравайчук, Владимир Волков, Армен Григорян, Умка, Вячеслав Гайворонский, Андрей Кондаков, Константин Арбенин, Михаил Башаков, Кирилл Комаров, Чижик-джаз-квартет, Swing Couture, «Обертонные люди», Полюса, Ступени, Птица Тылобурдо, Дмитрий Быков, Герман Садулаев, Бахыт Кенжеев, Сергей Стратановский, Александр Кабанов, Вячеслав Лейкин, Виталий Дмитриев, Дмитрий Григорьев, Полина Барскова, Сергей Круглов, Константин Кравцов, Вера Полозкова, Аля Кудряшева, Борис Гребенщиков, Александр Городницкий, Максим Леонидов, Семён Альтов и многие другие.